# Hans-Peter Haferkamp
Hans-Peter Haferkamp (* 26. Januar 1966 in Nürnberg) ist ein deutscher Rechtshistoriker und Hochschullehrer.

## Leben
Hans-Peter Haferkamp studierte Rechtswissenschaften an den Universitäten Tübingen, München und Bayreuth. Von 1993 bis 2001 war er Wissenschaftlicher Mitarbeiter bei Rainer Schröder in Bayreuth und Berlin sowie Lehrbeauftragter in Bayreuth, Potsdam und Berlin. Er wurde 1994 an der Humboldt-Universität zu Berlin promoviert, 2002 erfolgte seine Habilitation an gleicher Stelle.
Haferkamp ist seit 2003 ordentlicher Professor für Bürgerliches Recht, Neuere Privatrechtsgeschichte und Deutsche Rechtsgeschichte an der Universität zu Köln und leitet als Direktor das Institut für Neuere Privatrechtsgeschichte, Deutsche und Rheinische Rechtsgeschichte. Darüber hinaus lehrt er an der WHU – Otto Beisheim School of Management in Vallendar.
2014 wurde er zum Mitglied der Nordrhein-Westfälischen Akademie der Wissenschaften gewählt. Er ist Mitglied der Vereinigung für Verfassungsgeschichte. Haferkamp ist seit 1987 Mitglied des Corps Suevia Tübingen.

## Schriften (Auswahl)
Hans-Peter Haferkamp ist seit Mitherausgeber der Beiträge zur Rechtsgeschichte des 20. Jahrhunderts und seit 2012 Mitherausgeber der Neuauflage des Handwörterbuchs zur deutschen Rechtsgeschichte.
- Die heutige Rechtsmißbrauchslehre – Ergebnis nationalsozialistischen Rechtsdenkens? Berlin-Verlag Spitz, Berlin 1995, ISBN 3-87061-488-9.
- Georg Friedrich Puchta und die Begriffsjurisprudenz. Vittorio Klostermann, Frankfurt am Main 2004, ISBN 3-465-03327-2.
- Das Bürgerliche Gesetzbuch während des Nationalsozialismus und in der DDR. O. Schmidt, Köln 2005, ISBN 3-504-65015-X.
- (gemeinsam mit Tilman Repgen) (Hrsg.): Usus modernus pandectarum. Römisches Recht, deutsches Recht und Naturrecht in der frühen Neuzeit. Klaus Luig zum 70. Geburtstag. Böhlau, Köln/Weimar/Wien 2007, ISBN 978-3-412-23606-9.
- (Hrsg.): Justiz im Krieg. Der Oberlandesgerichtsbezirk Köln 1939–1945. Lit, Berlin/Münster 2012, ISBN 978-3-643-11852-3.
- Die Historische Rechtsschule. Vittorio Klostermann, Frankfurt a. M. 2018, ISBN 978-3-465-04332-4.
- mit Margarete Gräfin von Schwerin (Hrsg.): Das Oberlandesgericht Köln zwischen Preußen, Frankreich und dem Rheinland. Böhlau-Verlag, Köln 2019, ISBN 978-3-412-51313-9.
- Wege zur Rechtsgeschichte: Das BGB. utb, Köln 2022, ISBN 978-3-8252-5818-4.